# Kevin Willis
Kevin Alvin Willis (Los Ángeles, California; 6 de septiembre de 1962) es un exjugador de baloncesto estadounidense que disputó 21 temporadas en la NBA. Mide 2,13 metros y jugaba de pívot. Se retiró en 2007 en los Dallas Mavericks siendo el jugador más veterano que ha jugado en la historia de los Mavs, con 44 años.

## Trayectoria deportiva

### Universidad
Willis jugó durante 3 temporadas con los Spartans de la Universidad Estatal de Míchigan, en los que promedió 10,1 puntos y 7,1 rebotes por partido.

### Profesional
Fue elegido en el puesto 11 de la primera ronda del Draft de la NBA de 1984 por Atlanta Hawks, donde jugó durante 9 temporadas, afianzándose en el puesto de titular con el paso de los años. Allí coincidió con jugadores tan relevantes como Dominique Wilkins, Spud Webb, y Doc Rivers. Con 32 años fue traspasado a Miami Heat, para jugar posteriormente en Golden State Warriors, Houston Rockets, Toronto Raptors, Denver Nuggets, San Antonio Spurs (con los que consiguió su único anillo de campeón de la NBA), regresando a Atlanta en la temporada 2004-05 y firmando en 2007 un contrato con Dallas Mavericks, donde jugó sus últimos 5 partidos.
Hasta los 36 años mantuvo unos promedios superiores a los 11 puntos y 7 rebotes por partido. En total, tuvo un promedio de 12,1 puntos y 8,4 rebotes en 1424 partidos de temporada regular.

### Retirada
Willis terminó su carrera en la 2006–07, y regresó a su negocio de ropa, Willis & Walker. La empresa con base en Atlanta, está especializada en ropa a medida para hombres grandes y altos, fue fundada en 1988 por Willis y su antiguo compañero de equipo en Michigan State, Ralph Walker.

## Estadísticas
|  | Denota temporada en la que fue campeón de la NBA |

### Temporada regular
| Año       | Equipo       | PJ    | PT  | MPP  | %TC  | %3P  | %TL   | RPP  | APP | ROB | TPP | PPP  |
| --------- | ------------ | ----- | --- | ---- | ---- | ---- | ----- | ---- | --- | --- | --- | ---- |
| 1984-85   | Atlanta      | 82    | 19  | 21.8 | .467 | .221 | .657  | 6.4  | .4  | .4  | .6  | 9.3  |
| 1985-86   | Atlanta      | 82    | 59  | 28.0 | .517 | .000 | .654  | 8.6  | .5  | .8  | .5  | 12.3 |
| 1986-87   | Atlanta      | 81    | 81  | 32.4 | .536 | .250 | .709  | 10.5 | .8  | .8  | .8  | 16.1 |
| 1987-88   | Atlanta      | 75    | 55  | 27.9 | .518 | .000 | .649  | 7.3  | .4  | .9  | .5  | 11.6 |
| 1989-90   | Atlanta      | 81    | 51  | 28.1 | .519 | .286 | .683  | 8.0  | .7  | .8  | .6  | 12.4 |
| 1990-91   | Atlanta      | 80    | 80  | 29.7 | .504 | .400 | .668  | 8.8  | 1.2 | .8  | .5  | 13.1 |
| 1991-92   | Atlanta      | 81    | 80  | 36.6 | .483 | .162 | .804  | 15.5 | 2.1 | .9  | .7  | 18.3 |
| 1992-93   | Atlanta      | 80    | 80  | 36.0 | .506 | .241 | .653  | 12.9 | 2.1 | .9  | .5  | 17.9 |
| 1993-94   | Atlanta      | 80    | 80  | 35.8 | .499 | .375 | .713  | 12.0 | 1.9 | 1.0 | .5  | 19.1 |
| 1994-95   | Atlanta      | 2     | 2   | 44.5 | .390 | .000 | .667  | 18.0 | 1.5 | .5  | 1.5 | 21.0 |
| 1994-95   | Miami        | 65    | 61  | 35.4 | .469 | .214 | .691  | 10.7 | 1.3 | .9  | .5  | 17.1 |
| 1995-96   | Miami        | 47    | 42  | 28.9 | .473 | .000 | .712  | 8.9  | .7  | .4  | .5  | 10.2 |
| 1995-96   | Golden State | 28    | 18  | 27.8 | .433 | .250 | .701  | 7.8  | .7  | .5  | .6  | 11.3 |
| 1996-97   | Houston      | 75    | 32  | 26.2 | .481 | .143 | .693  | 7.5  | .9  | .6  | .4  | 11.2 |
| 1997-98   | Houston      | 81    | 74  | 31.2 | .510 | .143 | .793  | 8.4  | 1.0 | .7  | .5  | 16.1 |
| 1998-99   | Toronto      | 42    | 38  | 29.0 | .418 | .000 | .839  | 8.3  | 1.6 | .7  | .7  | 12.0 |
| 1999-2000 | Toronto      | 79    | 1   | 21.3 | .415 | .333 | .799  | 6.1  | .6  | .5  | .6  | 7.6  |
| 2000-01   | Toronto      | 35    | 9   | 22.0 | .461 | .000 | .753  | 6.4  | .6  | .5  | .6  | 8.8  |
| 2000-01   | Denver       | 43    | 13  | 24.6 | .428 | .250 | .788  | 7.2  | .7  | .9  | .7  | 9.6  |
| 2001-02   | Houston      | 52    | 5   | 16.7 | .440 | .000 | .747  | 5.8  | .3  | .5  | .4  | 6.1  |
| 2002-03   | San Antonio  | 71    | 6   | 11.8 | .479 | .000 | .614  | 3.2  | .3  | .3  | .3  | 4.2  |
| 2003-04   | San Antonio  | 48    | 0   | 7.8  | .467 | .000 | .615  | 2.0  | .2  | .4  | .2  | 3.4  |
| 2004-05   | Atlanta      | 29    | 5   | 11.9 | .389 | .000 | .739  | 2.6  | .3  | .3  | .2  | 3.0  |
| 2006-07   | Dallas       | 5     | 0   | 8.6  | .385 | –    | 1.000 | 1.6  | .2  | .4  | .2  | 2.4  |
| Total     | Total        | 1,424 | 891 | 26.9 | .487 | .211 | .713  | 8.4  | .9  | .7  | .5  | 12.1 |
| All-Star  | All-Star     | 1     | 0   | 14.0 | .400 | –    | –     | 4.0  | .0  | .0  | .0  | 8.0  |

### Playoffs
| Año   | Equipo      | PJ | PT | MPP  | %TC  | %3P   | %TL   | RPP  | APP | ROB | TPP | PPP  |
| ----- | ----------- | -- | -- | ---- | ---- | ----- | ----- | ---- | --- | --- | --- | ---- |
| 1986  | Atlanta     | 9  | –  | 31.1 | .561 | –     | .652  | 7.2  | .6  | .8  | .9  | 13.9 |
| 1987  | Atlanta     | 9  | –  | 39.6 | .522 | –     | .677  | 9.2  | .7  | 1.0 | .8  | 15.7 |
| 1988  | Atlanta     | 12 | –  | 38.5 | .580 | .000  | .680  | 9.0  | .9  | .8  | .8  | 16.2 |
| 1991  | Atlanta     | 5  | 5  | 31.8 | .403 | .667  | .700  | 9.0  | 1.0 | .4  | .2  | 15.4 |
| 1993  | Atlanta     | 3  | 3  | 34.3 | .467 | .000  | .571  | 8.7  | 1.0 | .7  | .0  | 16.7 |
| 1994  | Atlanta     | 11 | 11 | 32.9 | .457 | .000  | .762  | 10.8 | 1.0 | .7  | .5  | 12.2 |
| 1997  | Houston     | 16 | 0  | 18.4 | .400 | .000  | .684  | 4.7  | .7  | .6  | .3  | 6.4  |
| 1998  | Houston     | 5  | 5  | 33.6 | .400 | .000  | .750  | 10.6 | 1.0 | 1.0 | 1.6 | 11.2 |
| 2000  | Toronto     | 3  | 0  | 25.3 | .364 | –     | .750  | 8.7  | .3  | .7  | .0  | 13.0 |
| 2003  | San Antonio | 18 | 0  | 5.1  | .525 | 1.000 | 1.000 | 1.7  | .1  | .1  | .1  | 2.6  |
| 2004  | San Antonio | 7  | 0  | 3.6  | .375 | .000  | .000  | .9   | .0  | .1  | .0  | .9   |
| Total | Total       | 98 | –  | 24.3 | .484 | .214  | .692  | 6.5  | .6  | .6  | .4  | 9.9  |